# Polare

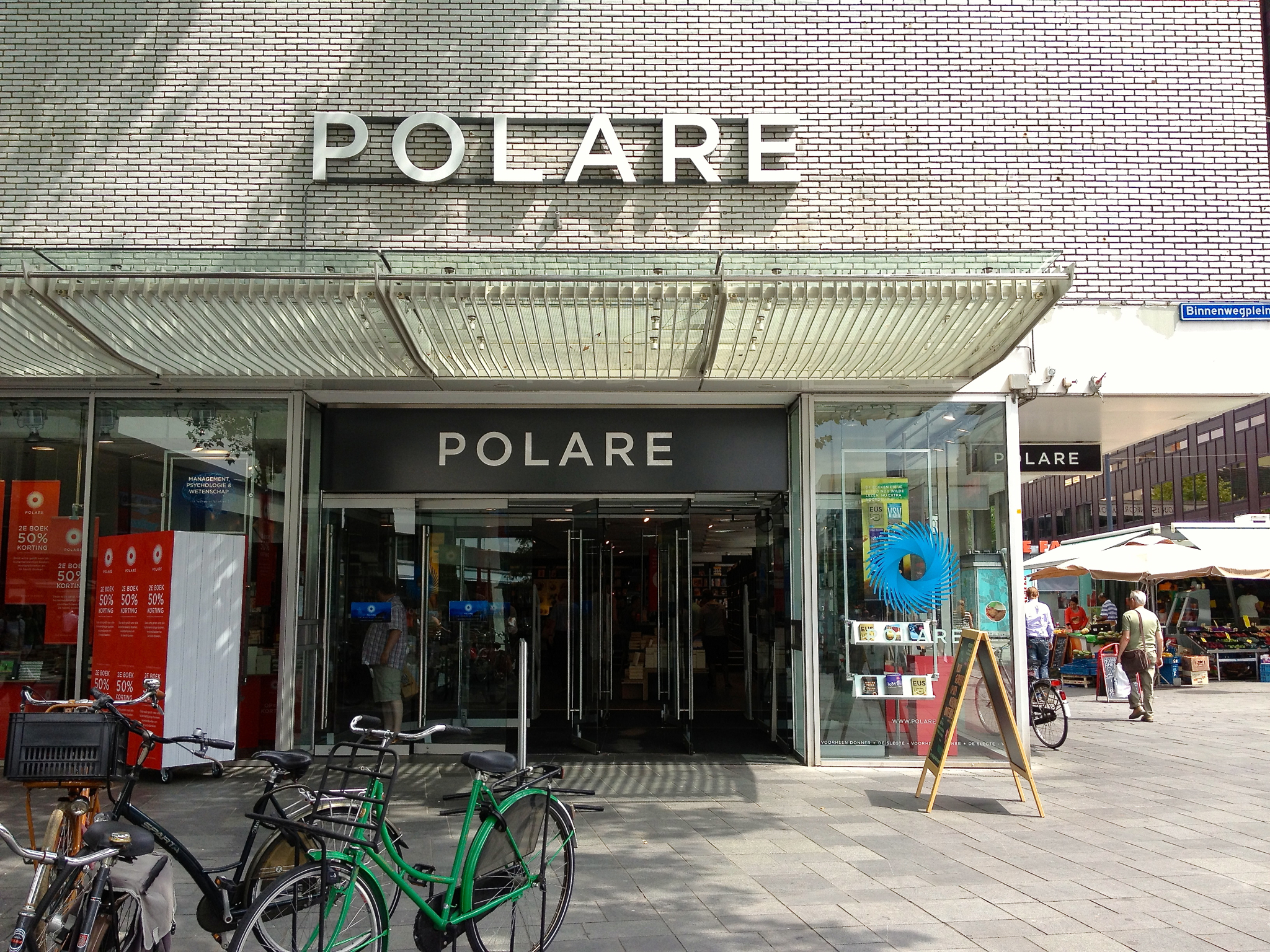
Polare Rotterdam, voorheen Donner

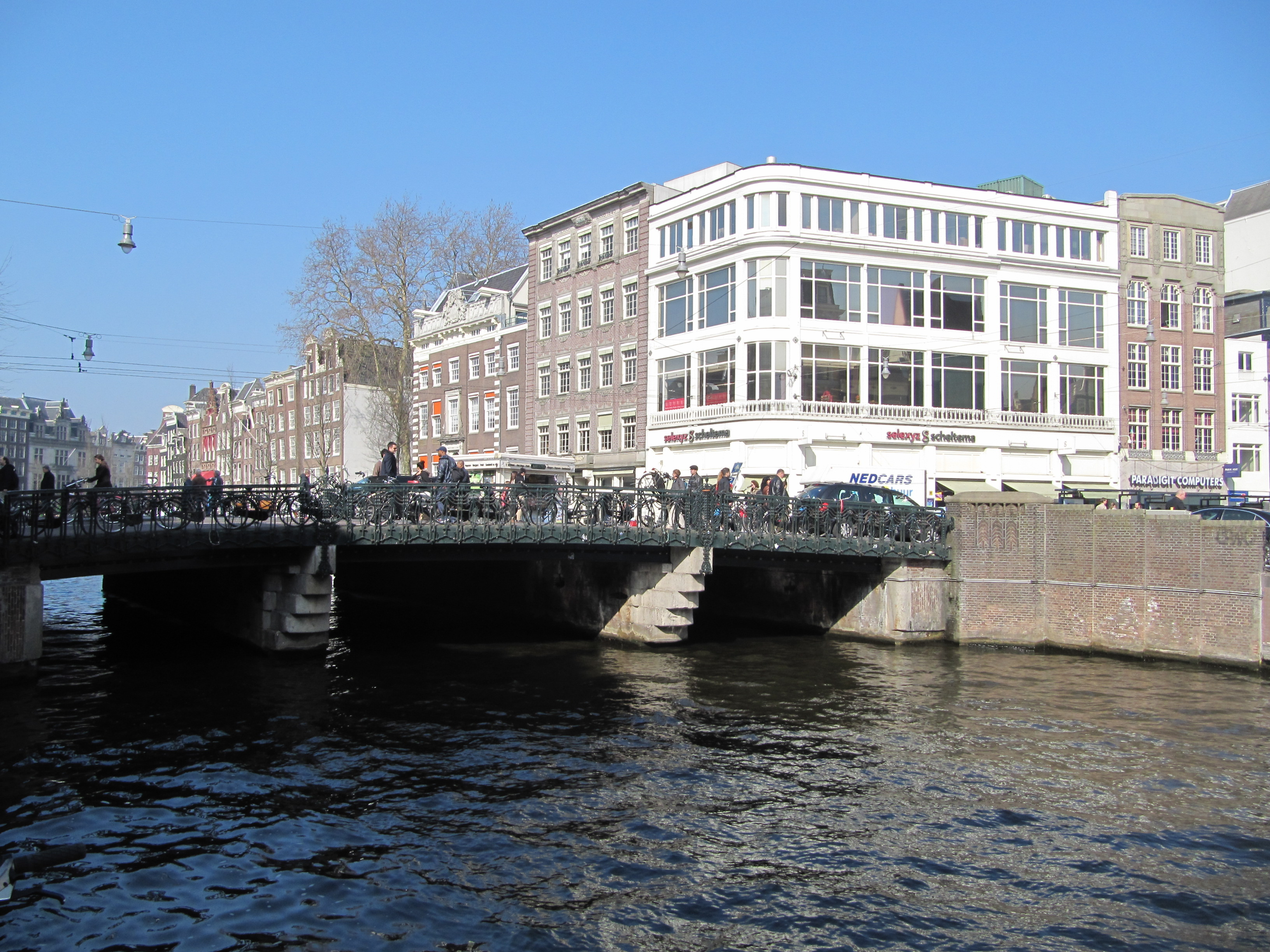
Polare Amsterdam ('Scheltema') aan het Koningsplein

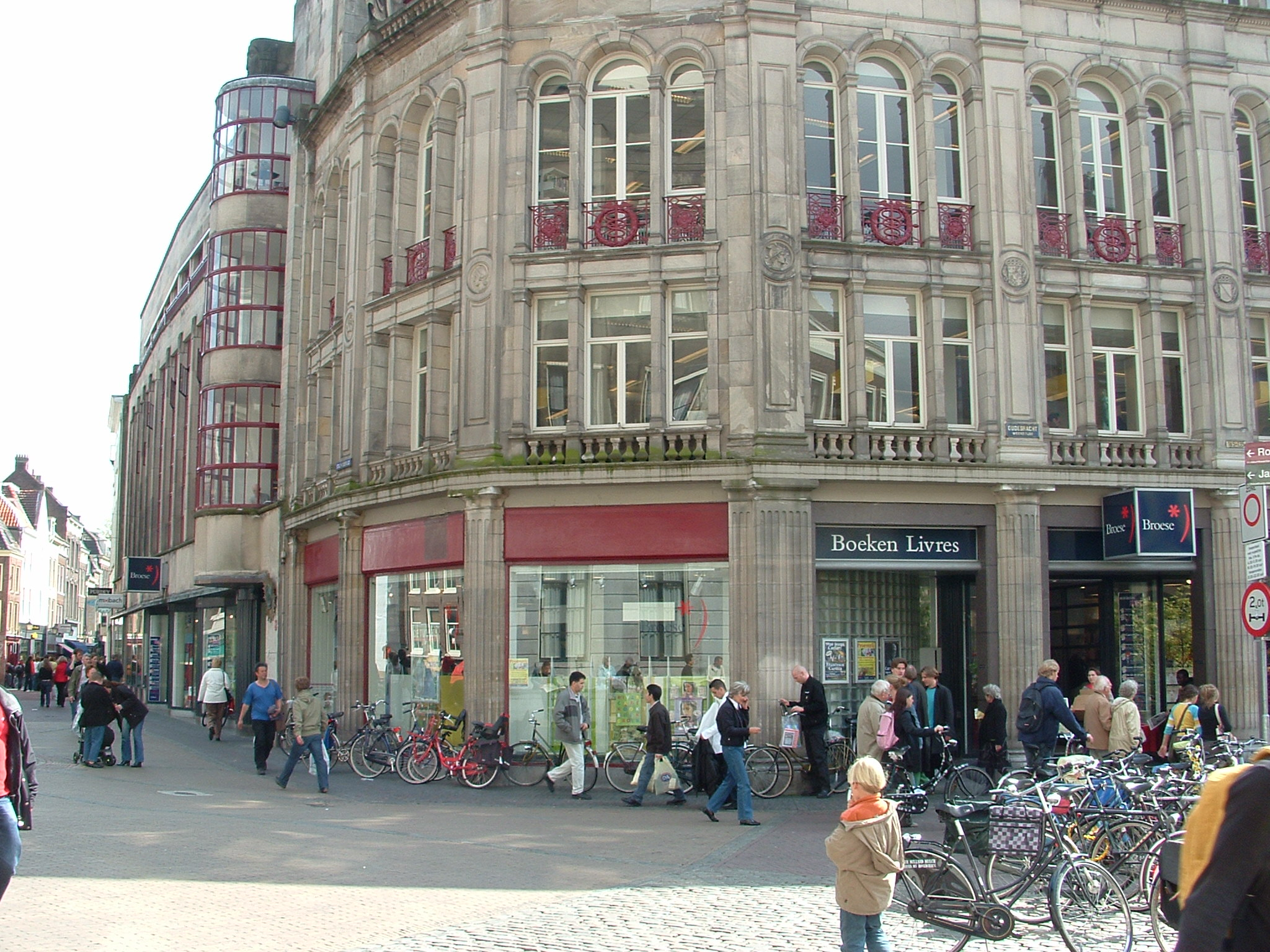
Polare Utrecht, voorheen Broese

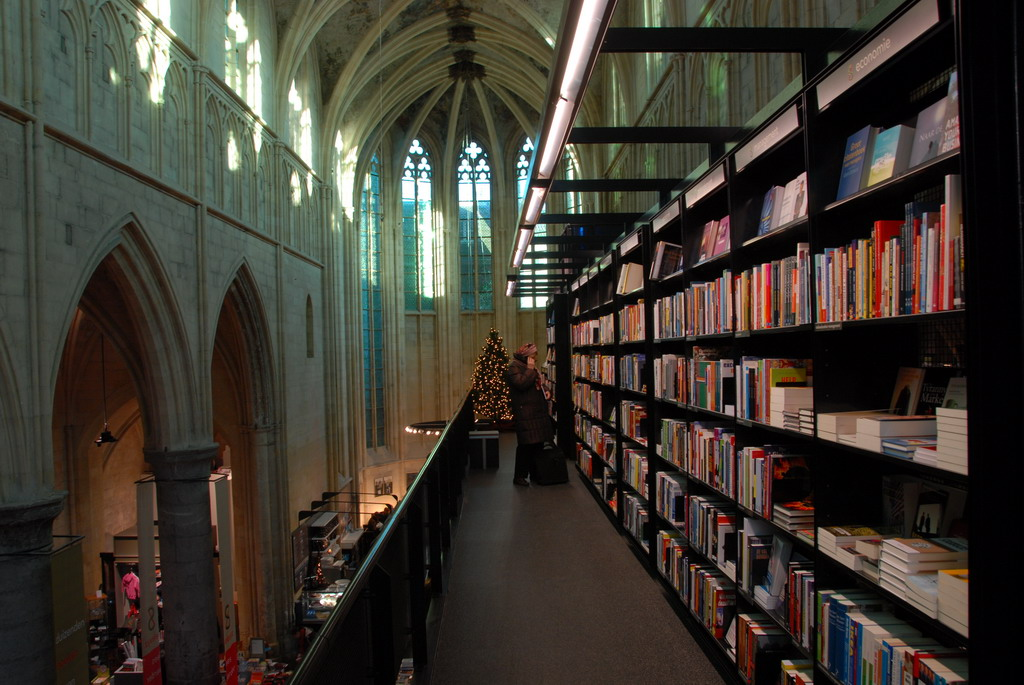
Polare Maastricht in de Dominicanenkerk

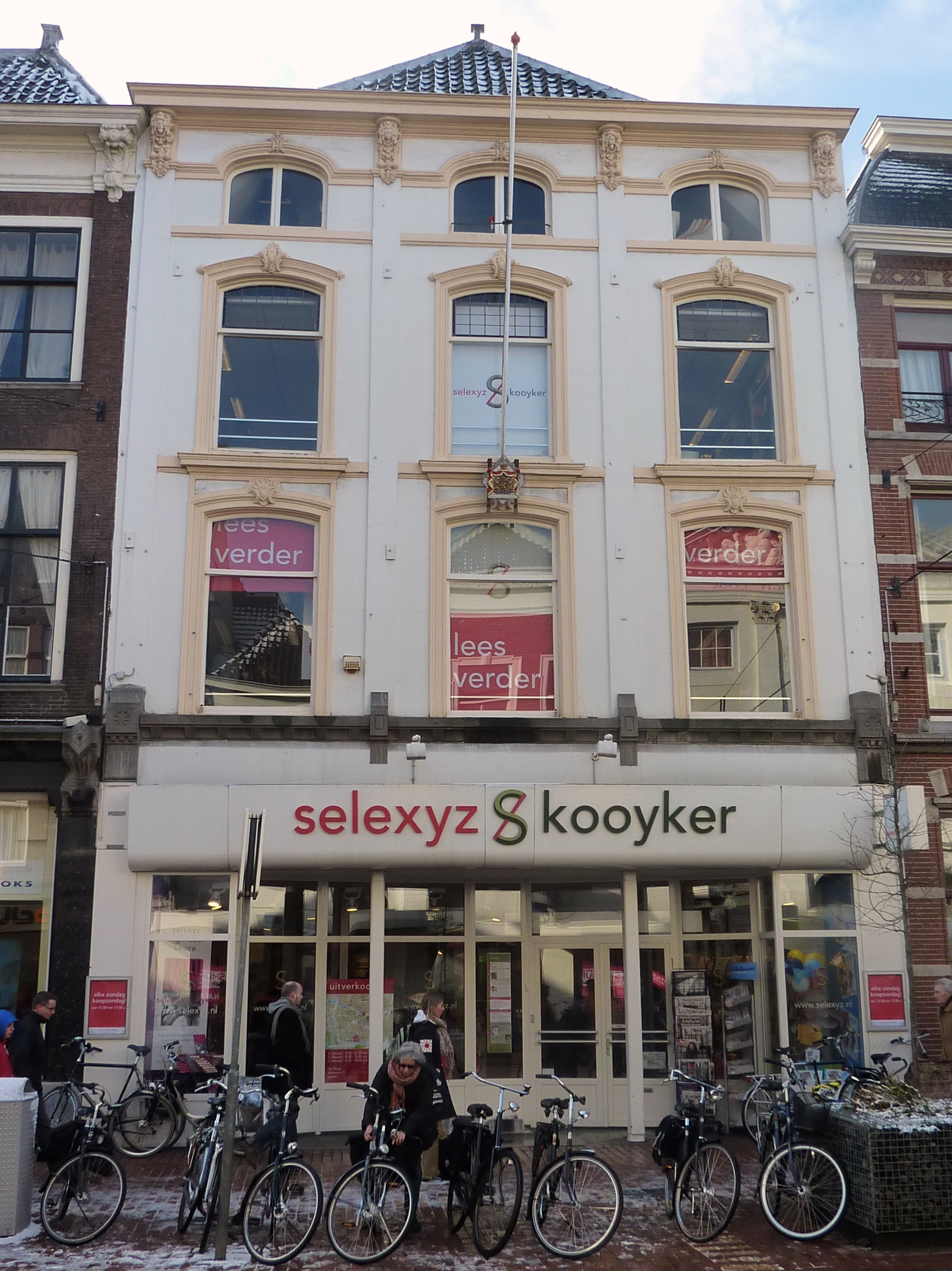
Polare, voorheen Selexyz Kooyker, in Leiden

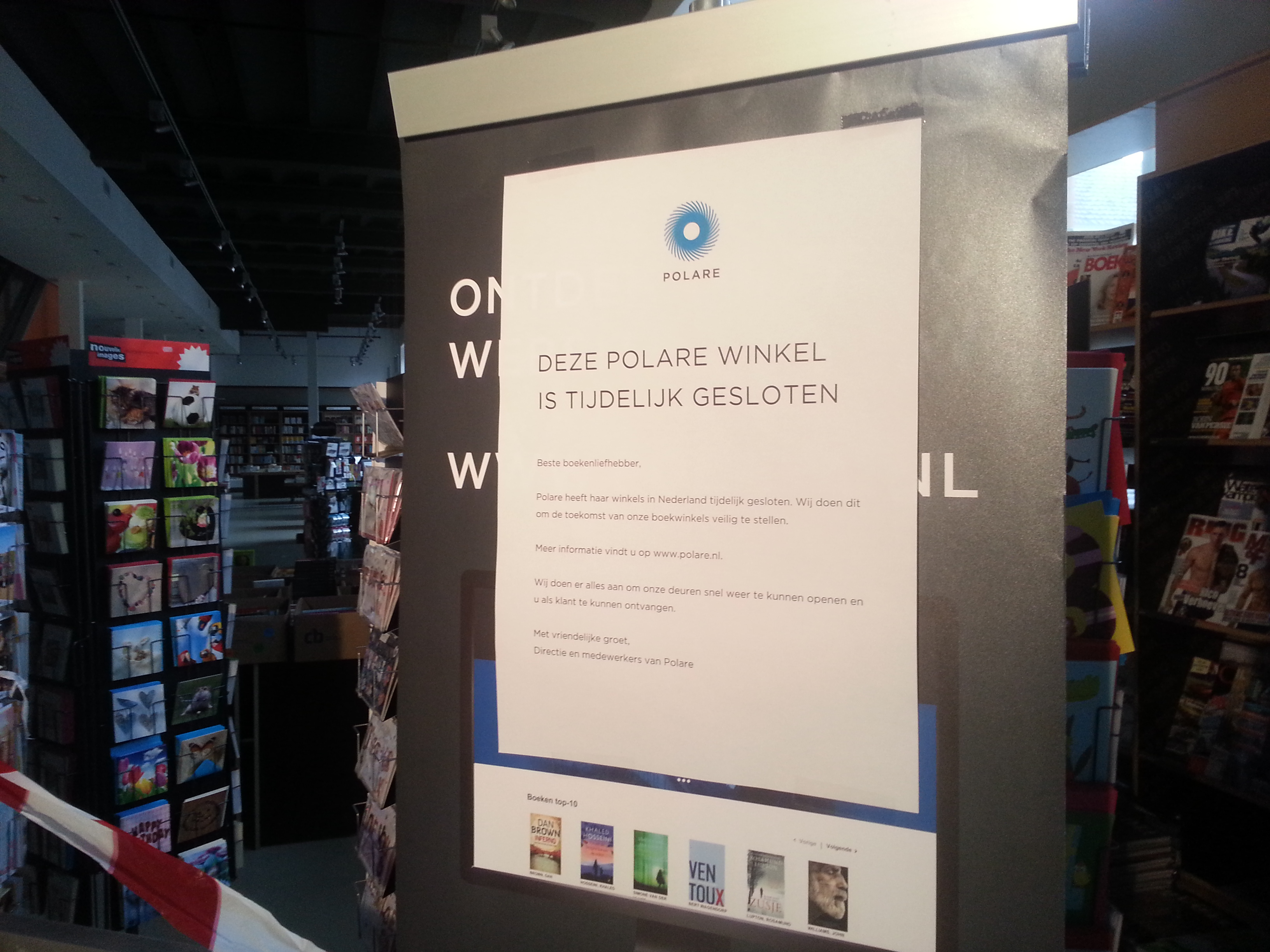
Mededeling tijdelijke sluiting, Polare Arnhem

Polare was een keten van boekhandels in Nederland en België. Polare Nederland is begin 2014 failliet verklaard, maar de winkels bleven open om de voorraad van de hand te kunnen doen. De winkels in België vallen onder een andere rechtspersoon en zijn dus buiten het faillissement gevallen.

## Ontstaan en naam
De keten ontstond uit de winkels van De Slegte en Selexyz. Eigenaar ProCures kreeg door een faillissement op 3 april 2012 Selexyz in handen en kocht op 4 april 2012 De Slegte. Met een reorganisatie werden vele filialen van beide ketens in elkaar geschoven. Deze winkels kregen aanvankelijk de naam van de Selexyz-winkel plus De Slegte als achtervoegsel. Op 27 juni 2013 werd de nieuwe naam Polare geïntroduceerd en kregen alle vestigingen deze nieuwe naam. Polare was naast Nederland ook actief in België.
Net als 'Selexyz' was de naam 'Polare' een fantasienaam. De keuze was gebaseerd op het Italiaanse stella polare, de poolster.

## Faillissement
In 2012 (een verlies van 120 banen) en 2013 (75 banen weg) werd er gereorganiseerd. Ook voor 2014 was een ontslagronde in de planning. In januari 2014 kwam Polare echter in problemen doordat het Centraal Boekhuis stopte met het leveren van boeken vanwege een betalingsachterstand. Ook bleek Polare diverse andere schulden niet te kunnen voldoen; het had onder meer huurachterstanden opgelopen. Op 28 januari werden alle Nederlandse winkels gesloten. De Belgische bleven open.
Op verzoek van Polare is haar door de rechter op 11 februari uitstel van betaling verleend. Op 19 februari gingen de winkels weer open. De bewindvoerder trad daarop in gesprek met in het kopen van een of meer winkels geïnteresseerde partijen. Op 24 februari werd de keten failliet verklaard. De winkels bleven wel open en zouden afzonderlijk verkocht worden. De Belgische bvba is niet failliet. De keten Polare is in België een voortzetting van De Slegte-winkels met tweedehands aanbod. De winkels binnen dit onderdeel van de Polare-keten draaien gewoon door.

## Overname en doorstart van winkels
De eerste winkel van Polare die werd overgenomen was de vestiging in Eindhoven. De winkel gaat door onder de oude naam 'Van Piere' (maar kleiner, zonder tweedehands-afdeling) en gaat onderdeel uitmaken van de Libris boekhandels.
Op 18 maart 2014 werd bekendgemaakt dat ook de Amsterdamse vestiging bleef bestaan. Het bedrijf Novamedia heeft de winkel aan het Koningsplein gekocht en deze gaat verder onder de oude naam Scheltema.
De Rotterdamse winkel gaat verder als 'Donner', de eerdere naam. De winkel verhuist naar een kleiner pand aan de Coolsingel. De zaak werd voor € 386.050 overgenomen door het personeel via crowdfunding.
De winkel in Almere is overgenomen door Boekhandel Stumpel.
De winkels in Groningen en Leeuwarden worden overgenomen door Boekhandel van der Velde. De winkel in Groningen zal op termijn verhuizen naar een kleiner pand (600 m²), de vestiging in het UMCG wordt overgenomen door Boekhandel Daan Nijman uit Roden.
De winkel in 's-Hertogenbosch gaat verder onder de oude naam Adr. Heinen, ook de winkel in Tilburg (voorheen Gianotten) is verkocht. De winkel gaat door onder de naam Gianotten & Mutsaers.
De winkel in Maastricht ('Dominicanen') gaat verder onder de oude naam Boekhandel Dominicanen, onder leiding van de vestigingsmanager als nieuwe eigenaar. Via crowdfunding werd een startkapitaal van 51.000 euro opgebracht.
Ook in Nijmegen heeft crowdfunding gezorgd voor het doorstarten van Polare, onder de oude naam 'Dekker v.d. Vegt'.
In Enschede wordt de vestiging van Polare overgenomen door Boekhandel Broekhuis, die aan de overkant van de straat gevestigd is. Dit betreft een deel van het personeel en de tweedehands boekenvoorraad. De winkel sluit medio mei 2014.
Verder waren er plannen in Arnhem ('Gelderse Boekhandel') om de winkel te kopen en onder de oude naam voort te zetten.
De winkel in Haarlem sloot op 23 maart 2014 als eerste definitief de deuren, wegens het ontbreken van een overnamekandidaat.
De winkel in Den Haag wordt overgenomen door boekhandel Paagman.
Op 28 maart 2014 werd bekend dat de winkel in Utrecht wordt overgenomen en verdergaat onder de oude naam Broese boekverkopers. Op dezelfde dag is ook overeenstemming bereikt over de doorstart van de vestiging in Leiden onder de oude naam Kooyker.
Op 1 april 2014 kreeg ook de winkel in Apeldoorn een nieuwe eigenaar: Nawijn & Polak.
Per 1 april 2014 viel het doek voor de winkels in Arnhem, Breda en Hilversum, terwijl de winkel in Haarlem een week eerder al werd gesloten. Hiermee zijn uiteindelijk 16 van de 21 winkels gered door nieuwe eigenaren. Alleen het lot van de winkel in Zwolle was toen nog niet bekend. Kort daarna werd bekend dat ook de winkel in Zwolle zal sluiten, er komt een kledingwinkel in het pand.
De acht Belgische vestigingen zijn overgenomen door de oude eigenaar De Slegte en zullen onder de oude naam De Slegte verdergaan. Om deze naam terug te mogen gebruiken, moest de vroegere eigenaar Jan Bernard de Slegte € 75.000 betalen.

## Vestigingen
Polare had in januari 2014 in totaal 21 vestigingen in Nederland.
- Polare Almere – verkocht aan: Stumpel
- Polare Amsterdam ('Scheltema')
- Polare Apeldoorn – verkocht aan: Nawijn & Polak
- Polare Arnhem ('Gelderse Boekhandel') – gesloten voorjaar 2014
- Polare Breda – gesloten voorjaar 2014
- Polare Den Bosch ('Adr. Heinen')
- Polare Den Haag ('Verwijs') – verkocht aan: Paagman
- Polare Eindhoven ('Van Piere')
- Polare Enschede – verkocht aan: Broekhuis
- Polare Groningen ('Scholtens') – verkocht aan: Van der Velde
- Polare Haarlem – gesloten voorjaar 2014
- Polare Hilversum – gesloten voorjaar 2014
- Polare Leeuwarden ('de Tille') – verkocht aan: Van der Velde
- Polare Leiden ('Kooyker')
- Polare Maastricht ('Dominicanen')
- Polare Nijmegen ('Dekker & v.d. Vegt')
- Polare Rotterdam ('Donner')
- Polare Tilburg ('Gianotten')
- Polare Utrecht ('Broese')
- Polare Zwolle – gesloten voorjaar 2014

In België gaat het om de vroegere filialen van De Slegte:
- Polare Aalst
- Polare Antwerpen (in twee panden, de fondsrestantenwinkel aan de Meir en de tweedehandsafdeling aan de Wapper)
- Polare Brugge
- Polare Gent
- Polare Hasselt
- Polare Leuven
- Polare Mechelen